# Monstera
Monstera is een geslacht van bedektzadigen uit de aronskelkfamilie (Araceae), inheems in de tropische gebieden van Midden- en Zuid-Amerika. De naam van dit geslacht is ontleend aan het Latijnse woord voor "monsterlijk" of "abnormaal" en verwijst naar de ongewone vorm met natuurlijke gaten die de bladeren van planten in het geslacht Monstera hebben.
Het zijn groenblijvende, vaste klimplanten die in bomen hoogtes van 20 meter bereiken en opklimmen aan de hand van luchtwortels die zich aan takken vasthaken. Deze luchtwortels groeien ook de bodem in, bij wijze van extra ondersteuning voor de plant. Aangezien de plant zowel in de grond als aan andere planten wortelt, worden deze planten als hemi-epifyten beschouwd.
Monstera's worden vaak als kamerplant gehouden. De meest bekende vertegenwoordiger van dit geslacht, Monstera deliciosa, wordt ook gekweekt omwille van zijn eetbare vrucht, die naar ananas en banaan zou smaken.
De bladvorming begint bij de stengel en vouwt zich langzaam open vanuit een opgekrulde vorm.

## Soorten
- Monstera acacoyaguensis Matuda
- Monstera acuminata K.Koch
- Monstera adansonii Schott (rimpelgatenplant)
- Monstera alcirana Croat, M.Cedeño, Zuluaga & O.Ortiz
- Monstera alfaroi Croat & M.Cedeño
- Monstera amargalensis Croat & M.M.Mora
- Monstera anomala Zuluaga & Croat
- Monstera aureopinnata Croat
- Monstera barrieri Croat, Moonen & Poncy
- Monstera bocatorensis Croat & M.Cedeño
- Monstera boliviana Rusby
- Monstera buseyi Croat & Grayum
- Monstera cenepensis Croat
- Monstera costaricensis (Engl. & K.Krause) Croat & Grayum
- Monstera croatii M.Cedeño & A.Hay
- Monstera deliciosa Liebm. (gatenplant)
- Monstera dissecta (Schott) Croat & Grayum
- Monstera donosoensis Croat, M.Cedeño & O.Ortiz
- Monstera dubia (Kunth) Engl. & K.Krause
- Monstera egregia Schott
- Monstera epipremnoides Engl.
- Monstera filamentosa Croat & Grayum
- Monstera florescanoana Croat, T.Krömer & Acebey
- Monstera gambensis M.Cedeño & M.A.Blanco
- Monstera gentryi Croat, M.Cedeño & O.Ortiz
- Monstera gigas Croat, Zuluaga, M.Cedeño & O.Ortiz
- Monstera glaucescens Croat & Grayum
- Monstera gracilis Engl.
- Monstera guzmanjacobiae Diaz Jim., M.Cedeño, Zuluaga & Aguilar-Rodr.
- Monstera integrifolia Zuluaga & Croat
- Monstera juliusii M.Cedeño & Croat
- Monstera kessleri Croat
- Monstera kikiae Zuluaga & M.Cedeño
- Monstera lechleriana Schott
- Monstera lentii Croat & Grayum
- Monstera limitaris M.Cedeño
- Monstera luteynii Madison
- Monstera maderaverde Grayum & Karney
- Monstera membranacea Madison
- Monstera minima Madison
- Monstera mittermeieri M.Cedeño
- Monstera molinae Croat & Grayum
- Monstera momoi Zuluaga & M.Cedeño
- Monstera monteverdensis M.Cedeño & Croat
- Monstera obliqua Miq.
- Monstera oreophila Madison
- Monstera pinnatipartita Schott
- Monstera pittieri Engl.
- Monstera planadensis Croat
- Monstera praetermissa E.G.Gonç. & Temponi
- Monstera punctulata (Schott) Schott ex Engl.
- Monstera siltepecana Matuda
- Monstera spruceana (Schott) Engl.
- Monstera standleyana G.S.Bunting
- Monstera subpinnata (Schott) Engl.
- Monstera tablasensis M.Cedeño
- Monstera tacanaensis Matuda
- Monstera tarrazuensis Croat & M.Cedeño
- Monstera tenuis K.Koch
- Monstera titanum Croat, M.Cedeño & O.Ortiz
- Monstera tuberculata Lundell
- Monstera vasquezii Croat
- Monstera wilsoniensis M.Cedeño & Grayum
- Monstera xanthospatha Madison

... · 
Aglaonema · 
Alocasia · 
Amorphophallus · 
Anthurium · 
Arum (Aronskelk) · 
Caladium · 
Calla · 
Culcasia · 
Dieffenbachia · 
Dracunculus · 
Epipremnum · 
Gymnostachys · 
Helicodiceros · 
Lemna (Eendenkroos) · 
Monstera · 
Philodendron · 
Pistia · 
Scindapsus · 
Spathiphyllum (Lepelplant) · 
Spirodela · 
Wolffia · 
...